# Danh sách thị trấn thuộc tỉnh Thanh Hóa
 Đô thị loại IV
Tính đến ngày 1 tháng 1 năm 2025, tỉnh Thanh Hóa có 547 đơn vị hành chính cấp xã, trong đó có 32 thị trấn.  Tổng diện tích tự nhiên của 32 thị trấn chiếm xấp xỉ 7,35% toàn tỉnh Thanh Hóa. Tổng dân số của 32 thị trấn là 416.224 người vào năm 2022, chiếm 9,55% dân số toàn tỉnh. Các thị trấn chia thành 425 tổ chức tự quản, bao gồm 111 tổ dân phố, 259 khu phố, 36 tiểu khu và 19 thôn. Tất cả các huyện trong tỉnh đều có thị trấn; phần lớn mỗi huyện chỉ có 1 thị trấn duy nhất đóng vai trò huyện lỵ, 6 huyện có nhiều thị trấn là: Yên Định (4 thị trấn), Hà Trung, Thọ Xuân (mỗi huyện có 3 thị trấn), Thạch Thành, Thiệu Hóa, Triệu Sơn (mỗi huyện có 2 thị trấn). Đa số các thị trấn là đô thị loại V.
Đầu thập niên 1950, do tình hình chiến tranh khiến thị xã Thanh Hóa phải giải tán, dân cư di tản và tụ họp thành các thị trấn đặc biệt Cầu Bố, thị trấn đặc biệt Thanh Hóa trước khi khôi phục thị xã. Từ năm 1963 đến năm 1982, tồn tại các thị trấn Sầm Sơn, Bỉm Sơn đặt dưới sự quản lý trực tiếp của tỉnh; sau đó giải thể để hình thành các thị xã có tên tương ứng. Giai đoạn 1966–1969 là khoảng thời gian thành lập các thị trấn nông trường; tính đến năm 2009 thì đã giải thể tất cả các thị trấn nông trường để thành lập đơn vị hành chính mới hoặc sắp xếp dân cư, đất đai về các địa phương lân cận. Phần lớn các thị trấn huyện lỵ được thành lập vào cuối thập niên 1980 và đầu thập niên 1990. Trong đợt sắp xếp, sáp nhập đơn vị hành chính tại Việt Nam 2019–2021, hầu hết các thị trấn mở rộng địa giới hành chính, một số thị trấn huyện lỵ có tên gọi mới được hình thành.

## Danh sách
Danh sách 32 thị trấn thuộc tỉnh Thanh Hóa hiện nay được thể hiện dưới đây, gồm các thông tin sau về từng đơn vị hành chính:
- Tên thị trấn
- Diện tích tự nhiên (đơn vị: km²)
- Quy mô dân số (Tính đến  ngày 31 tháng 12 năm 2022)[2]
- Mật độ dân số (đơn vị: người/km²)
- Số lượng tổ dân phố, khu phố, tiểu khu, thôn[3][4]
- Năm thành lập thị trấn
- Loại đô thị và năm công nhận[a]
- Huyện mà thị trấn đó thuộc về
- Bản đồ vị trí của thị trấn trong huyện.

Danh sách được sắp xếp theo thứ tự tên các thị trấn. Ô chứa tên của các thị trấn huyện lỵ được tô màu.
| Tên         | Diện tích | Dân số | Mật độ | Hành chính    | Thành lập | Loại đô thị | Huyện       | Bản đồ |
| ----------- | --------- | ------ | ------ | ------------- | --------- | ----------- | ----------- | ------ |
| Bến Sung    | 21,29     | 11.702 | 534    | 16 khu phố    | 2002      | V 2018      | Như Thanh   |        |
| Bút Sơn     | 7,74      | 14.404 | 1.861  | 15 tổ dân phố | 1989      | V           | Hoằng Hóa   |        |
| Cành Nàng   | 25,22     | 10.527 | 417    | 22 khu phố    | 1994      | V           | Bá Thước    |        |
| Hà Lĩnh     | 24,09     | 8.598  | 357    | 10 thôn       | 2025      | V 2023      | Hà Trung    |        |
| Hà Long     | 48,41     | 10.679 | 221    | 9 thôn        | 2025      | V 2023      | Hà Trung    |        |
| Hà Trung    | 5,12      | 11.133 | 2.174  | 10 tiểu khu   | 1988      | V 2018      | Hà Trung    |        |
| Hậu Hiền    | 10,41     | 12.061 | 1.159  | 10 khu phố    | 2024      | V 2022      | Thiệu Hóa   |        |
| Hậu Lộc     | 9,90      | 13.850 | 1.399  | 14 tổ dân phố | 1989      | V           | Hậu Lộc     |        |
| Hồi Xuân    | 72,81     | 7.870  | 108    | 14 khu phố    | 2019      | V           | Quan Hóa    |        |
| Kim Tân     | 10,77     | 13.442 | 1.248  | 16 khu phố    | 1990      | V           | Thạch Thành |        |
| Lam Sơn     | 8,92      | 13.291 | 1.490  | 10 khu phố    | 1991      | IV 2018     | Thọ Xuân    |        |
| Lang Chánh  | 26,82     | 9.934  | 370    | 14 khu phố    | 1991      | V           | Lang Chánh  |        |
| Mường Lát   | 129,66    | 7.193  | 55     | 11 khu phố    | 2003      | V           | Mường Lát   |        |
| Nga Sơn     | 7,08      | 14.673 | 2.072  | 15 tiểu khu   | 1988      | V           | Nga Sơn     |        |
| Ngọc Lặc    | 35,40     | 25.209 | 712    | 24 khu phố    | 1988      | IV 2017     | Ngọc Lặc    |        |
| Nông Cống   | 11,56     | 15.744 | 1.362  | 11 tiểu khu   | 1987      | V           | Nông Cống   |        |
| Nưa         | 21,20     | 10.844 | 512    | 11 tổ dân phố | 2019      | V 2015      | Triệu Sơn   |        |
| Phong Sơn   | 34,42     | 22.018 | 640    | 16 tổ dân phố | 2019      | V 2019      | Cẩm Thủy    |        |
| Quán Lào    | 8,24      | 14.158 | 1.718  | 10 khu phố    | 1989      | V 2018      | Yên Định    |        |
| Quý Lộc     | 13,56     | 13.990 | 1.032  | 10 tổ dân phố | 2021      | V 2018      | Yên Định    |        |
| Sao Vàng    | 18,69     | 11.610 | 621    | 15 khu phố    | 1999      | IV 2018     | Thọ Xuân    |        |
| Sơn Lư      | 54,02     | 5.444  | 101    | 11 khu phố    | 2019      | V           | Quan Sơn    |        |
| Tân Phong   | 14,64     | 25.063 | 1.712  | 23 tổ dân phố | 2019      | V 2018      | Quảng Xương |        |
| Thiệu Hóa   | 17,21     | 28.352 | 1.647  | 20 khu phố    | 2019      | V 2022      | Thiệu Hóa   |        |
| Thọ Xuân    | 4,77      | 10.598 | 2.222  | 9 khu phố     | 1965      | V           | Thọ Xuân    |        |
| Thống Nhất  | 17,43     | 5.589  | 321    | 8 khu phố     | 2009      | V 2009      | Yên Định    |        |
| Thường Xuân | 49,53     | 10.946 | 221    | 11 khu phố    | 1988      | V 2024      | Thường Xuân |        |
| Triệu Sơn   | 8,49      | 19.008 | 2.239  | 14 tổ dân phố | 1988      | V           | Triệu Sơn   |        |
| Vân Du      | 44,48     | 10.756 | 242    | 13 khu phố    | 2004      | V           | Thạch Thành |        |
| Vĩnh Lộc    | 5,41      | 10.235 | 1.892  | 10 khu phố    | 1992      | V           | Vĩnh Lộc    |        |
| Yên Cát     | 31,27     | 10.072 | 322    | 15 khu phố    | 1989      | V           | Như Xuân    |        |
| Yên Lâm     | 17,25     | 7.231  | 419    | 8 tổ dân phố  | 2021      | V 2018      | Yên Định    |        |

## Các thị trấn không còn tồn tại
Danh sách dưới đây liệt kê các thị trấn không còn tồn tại từng thuộc tỉnh Thanh Hóa; danh sách có đề cập đến các thị trấn đặc biệt, thị trấn nông trường. Thứ tự sắp xếp các đơn vị theo thời điểm giải thể từ cũ nhất đến mới đây nhất.
| Tên                              | Trực thuộc                                                     | Năm thành lập | Giải thể | Giải thể                                                         |
| Tên                              | Trực thuộc                                                     | Năm thành lập | Năm      | Lý do                                                            |
| -------------------------------- | -------------------------------------------------------------- | ------------- | -------- | ---------------------------------------------------------------- |
| Thị trấn đặc biệt Cầu Bố         | Tỉnh Thanh Hóa                                                 | 1950          | 1951     | Sơ tán do chiến tranh.                                           |
| Thị trấn đặc biệt Thanh Hóa      | Tỉnh Thanh Hóa                                                 | 1952          | 1954     | Khôi phục thị xã Thanh Hóa.                                      |
| Thị trấn Sầm Sơn                 | Huyện Quảng Xương                                              | 1957          | 1963     | Thành lập thị trấn Sầm Sơn trực thuộc tỉnh Thanh Hóa.            |
| Thị trấn Sầm Sơn                 | Tỉnh Thanh Hóa Huyện Quảng Xương                               | 1963          | 1982     | Thành lập các tiểu khu Bắc Sơn, Trường Sơn thuộc thị xã Sầm Sơn. |
| Thị trấn Bỉm Sơn                 | Tỉnh Thanh Hóa                                                 | 1977          | 1982     | Thành lập các tiểu khu I, II, III thuộc thị xã Bỉm Sơn.          |
| Thị trấn nông trường Hà Trung    | Huyện Hà Trung Huyện Trung Sơn Thị xã Bỉm Sơn                  | 1967          | 1991     | Thành lập phường Bắc Sơn thuộc thị xã Bỉm Sơn.                   |
| Thị trấn Thiệu Yên               | Huyện Thiệu Yên                                                | 1989          | 1996     | Đổi tên thành thị trấn Quán Lào thuộc huyện Yên Định.            |
| Thị trấn nông trường Sao Vàng    | Huyện Thọ Xuân                                                 | 1967          | 1999     | Thành lập thị trấn Sao Vàng.                                     |
| Thị trấn nông trường Phúc Do     | Huyện Cẩm Thủy                                                 | 1967          | 2004     | Thành lập xã Phúc Do.                                            |
| Thị trấn nông trường Yên Mỹ      | Huyện Nông Cống                                                | 1967          | 2004     | Thành lập xã Yên Mỹ.                                             |
| Thị trấn nông trường Thạch Thành | Huyện Thạch Thành Huyện Vĩnh Thạch                             | 1967          | 2004     | Thành lập xã Thạch Tân thuộc huyện Thạch Thành.                  |
| Thị trấn nông trường Lam Sơn     | Huyện Ngọc Lặc Huyện Lương Ngọc                                | 1967          | 2004     | Thành lập xã Lam Sơn thuộc huyện Ngọc Lặc.                       |
| Thị trấn nông trường Vân Du      | Huyện Thạch Thành Huyện Vĩnh Thạch                             | 1968          | 2004     | Thành lập thị trấn Vân Du thuộc huyện Thạch Thành.               |
| Thị trấn nông trường Sông Âm     | Huyện Ngọc Lặc Huyện Lương Ngọc                                | 1968          | 2004     | Chuyển dân cư về các xã thuộc 2 huyện Ngọc Lặc, Thọ Xuân.        |
| Thị trấn nông trường Bãi Trành   | Huyện Như Xuân                                                 | 1969          | 2004     | Thành lập các xã Bãi Trành, Xuân Hòa.                            |
| Thị trấn nông trường Thống Nhất  | Huyện Ngọc Lặc Huyện Lương Ngọc Huyện Thiệu Yên Huyện Yên Định | 1966          | 2009     | Thành lập thị trấn Thống Nhất thuộc huyện Yên Định.              |
| Thị trấn Tào Xuyên               | Huyện Hoằng Hóa                                                | 2003          | 2012     | Thành lập phường Tào Xuyên thuộc thành phố Thanh Hóa.            |
| Thị trấn Nhồi                    | Huyện Đông Sơn                                                 | 2006          | 2012     | Thành lập phường An Hoạch thuộc thành phố Thanh Hóa.             |
| Thị trấn Quan Hóa                | Huyện Quan Hóa                                                 | 1987          | 2019     | Thành lập thị trấn Hồi Xuân.                                     |
| Thị trấn Cẩm Thủy                | Huyện Cẩm Thủy                                                 | 1989          | 2019     | Thành lập thị trấn Phong Sơn.                                    |
| Thị trấn Quảng Xương             | Huyện Quảng Xương                                              | 1991          | 2019     | Thành lập thị trấn Tân Phong.                                    |
| Thị trấn Vạn Hà                  | Huyện Thiệu Hóa                                                | 2000          | 2019     | Thành lập thị trấn Thiệu Hóa.                                    |
| Thị trấn Quan Sơn                | Huyện Quan Sơn                                                 | 2003          | 2019     | Thành lập thị trấn Sơn Lư.                                       |
| Thị trấn Tĩnh Gia                | Huyện Tĩnh Gia                                                 | 1984          | 2020     | Thành lập phường Hải Hòa thuộc thị xã Nghi Sơn.                  |
| Thị trấn Rừng Thông              | Huyện Đông Sơn                                                 | 1992          | 2025     | Thành lập phường Rừng Thông thuộc thành phố Thanh Hóa.           |